# Мексикано-мозамбикские отношения
Мексикано-мозамбикские отношения — двусторонние дипломатические отношения между Мексикой и Мозамбиком. Государства являются членами Организации Объединённых Наций.

## История
Во время трансатлантической работорговли Португалия и Испания перевезли множество африканских рабов из Мозамбика в Мексику, в которую они прибыли в основном через портовый город Веракрус. В июне 1975 года Мозамбик получил независимость от Португалии, а 26 февраля 1988 года Мексика и Мозамбик установили дипломатические отношения. С момента установления дипломатических отношений, контакты между странами происходили в основном на многосторонних форумах, таких как Организация Объединённых Наций.
В октябре 1986 года Мексика призвала провести расследование смерти президента Мозамбика Саморы Машела в Организации Объединённых Наций после того, как его самолет разбился в ЮАР. В июне 1999 года министр иностранных дел Мексики Росарио Грин встретилась с президентом Мозамбика Хоакимом Чиссано на инаугурации президента ЮАР Табо Мбеки в Претории. В марте 2002 года премьер-министр Мозамбика Паскуал Мокумби посетил Мексику для участия в Монтеррейском консенсусе. Во время визита премьер-министр Паскуал Мокумби встретился с президентом Мексики Висенте Фоксом.
В декабре 2010 года министр окружающей среды Мозамбика Альсинда Абреу осуществила визит в Канкун для участия в Конференции Организации Объединённых Наций по изменению климата. В октябре 2015 года министр юстиции Мозамбика Хосе Ибраимо Абудо посетил Мексику, где провел переговоры с национальным комиссаром Мексики по правам человека Луисом Раулем Гонсалесом Пересом. В ходе визита обе стороны договорились о совместной деятельности в области защиты прав человека, обучения и консультирования.

## Двусторонние соглашения
В 2004 году страны подписали Соглашение о сотрудничестве в области образования и культуры. В настоящее время идут переговоры по подписанию Меморандума о взаимопонимании для создания механизма консультаций по вопросам взаимных интересов.

## Торговля
В 2018 году товарооборот между странами составил сумму 14 миллионов долларов США. Экспорт Мексики в Мозамби: молочные продукты, тракторы, холодильники, микросхемы, электроника, духи и солодовое пиво. Экспорт Мозамбика в Мексику: табак, ильменит, модульные схемы и оборудование, вермикулит, препарированные зоологические образцы и их части.

## Дипломатические миссии
- Интересы Мексики в Мозамбике представлены через посольство в Претории (ЮАР)[9].
- Мозамбик реализует интересы в Мексике через посольство в Вашингтоне (США)[10].